# Ластівчин хвіст (прапор)

Форма прапора Ластівчин хвіст.

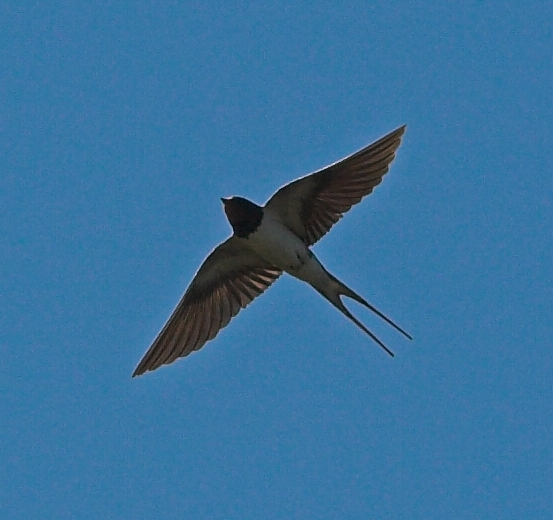
Ластівка сільська в польоті. Зверніть увагу на форму її хвоста.

За термінологією прапорів, ластівчин хвіст – це будь-який
1. V-подібний виріз у прапорі, який змушує прапор закінчуватися двома точками на маху; або
2. будь-який прапор, який має цей V-подібний виріз.

Назва походить від роздвоєного хвоста, який є загальною ознакою видів птахів ластівки .

Морський сигнальний прапор для "A"
Військово-морський прапор Польщі
Військово-морський прапор Німеччини

## Варіанти

### Подвійний
Цей прапор із ластівчиним хвостом, поширений у скандинавських країнах, містить вертикальну секцію в центрі мушки.
|                                 |
| Військово-морський прапор Данії |

|                                  |
| Президентський штандарт Ісландії |

### Ластівчин хвіст з язиком
Також поширений у скандинавських країнах прапор з ластівчиним хвостом містить третій хвіст («язик») між двома іншими хвостами.
|                                  |
| Військово-морський прапор Швеції |

|                                    |
| Військово-морський прапор Норвегії |

|                                     |
| Військово-морський прапор Фінляндії |

|                                   |
| Військово-морський прапор Естонії |

### Ластівчин хвіст трикутний
Трикутний ластівчин хвіст — це форма прапора американського штату Огайо, а також деяких бюргерів, приватних сигналів і вимпелів Міжнародного кодексу сигналів (ICS).
|                    |
| Прапор штату Огайо |

|                                  |
| Берджі з Детройтського яхт-клубу |

|                                           |
| Міжнародний сигнальний прапор для "групи" |

### Гідон
Гідон — це загальна назва малого прапорця з ластівчиним хвостом. Гідон використовуються для представлення військових підрозділів і відображаються на транспортних засобах, прикріплених до певного підрозділу. У деяких країнах (наприклад, у Сполучених Штатах ) гідони не обов’язково мають ластівчин хвіст.
Військове використання гідона походить від прапорів, які використовували кавалерійські підрозділи в Європі. Різновид гідон — гусарський крой — використовувався німецькими кавалерійськими полками. Замість прямого V-подібного вирізу ластівчин хвіст у прапорі гусарського крою вигнутий.
|                                                    |
| Гідон із США 7-й кавалерійський полк (19 століття) |

|                                                                 |
| Прусський кавалерійський штандарт з гусарським покроєм (18 ст.) |